# Gunnar Carlfors
Carl Aron Gunnar Carlfors, född den 20 juli 1898 i Karlskrona, död den 23 juli 1971 i Stockholm, var en svensk sjömilitär. 
Carlfors avlade studentexamen 1918 och marinintendentexamen 1921. Han blev löjtnant vid marinintendenturkåren 1923 och kapten där 1933. Efter tjänstgöring bland annat som förrådsintendent vid Sydkustens marindistrikt och regementsintendent vid Karlskrona kustartilleriregemente blev han stabsintendent vid Gotlands kustartilleriförsvar 1942 och byråchef i marinförvaltningen 1945. Carlfors befordrades till kommendörkapten av andra graden 1942, av första graden 1945 och till kommendör vid pensioneringen 1958. Han var ekonomichef vid Rädda Barnens riksförbund 1958–1963. Carlfors invaldes som ledamot av Örlogsmannasällskapet 1948. Han blev riddare av Vasaorden 1942 och av Nordstjärneorden 1949. Carlfors vilar på Tvings kyrkogård i Blekinge.